# سیارک ۱۷۸۷۹۶
سیارک ۱۷۸۷۹۶ (به انگلیسی: 178796 Posztoczky، نامگذاری:2001DQ86) صد و هفتاد و هشت هزار و هفتصد و نود و ششمین سیارک کشف شده‌است که در ۲۷ فوریه ۲۰۰۱ کشف شد.